# Liga de Cambrai
La Liga de Cambrai fue una alianza militar contra la República de Venecia, organizada en los dos tratados firmados en la ciudad francesa de Cambrai el 10 de diciembre de 1508.
La liga de Cambrai fue una de las importantes alianzas insertas en las guerras italianas.
El papa Julio II quería intentar por la fuerza mermar la influencia de Venecia en el norte de Italia y para ello ideó una alianza entre las principales potencias europeas.
La Liga se constituyó entre Luis XII de Francia, el papa Julio II, el emperador Maximiliano I de Austria y Fernando II de Aragón.
Venecia se vería despojada de todos sus territorios en tierra firme. El acuerdo preveía el completo desmembramiento de los territorios venecianos en la península itálica y su reparto entre los aliados:
- Maximiliano añadiría a la conquistada Istria, los territorios de Verona, Vicenza, Padua y el Friul.
- Francia uniría Brescia, Crema, Bérgamo y Cremona a sus posesiones milanesas.
- Fernando se quedaría con Bríndisi, Mola di Bari, Monopoli, Otranto, Polignano a Mare y Trani. Tomadas después de la derrota de Venecia en la Batalla de Agnadello.[1]
- los Estados Pontificios se quedaría con Rímini y Rávena.

Los venecianos fueron derrotados en la Batalla de Agnadello. Pero la victoria veneciana en el Sitio de Padua (1509), hicieron aflorar diferencias entre los aliados, atizadas por la diplomacia veneciana, que condujeron a la disolución de esta Liga en 1510. 